# Chlorissa rufotincta
Chlorissa rufotincta là một loài bướm đêm trong họ Geometridae.